# Tôn Thất Hoàn
Tôn Thất Hoàn (tiếng Anh: Hoan Ton-That) là doanh nhân người Úc gốc Việt. Ông là người đồng sáng lập và giám đốc điều hành của Clearview AI, một công ty công nghệ có trụ sở tại Hoa Kỳ chuyên tạo ra phần mềm nhận dạng khuôn mặt.

## Sự nghiệp
Theo New York Times, Tôn Thất Hoàn thôi học đại học ở Úc, chuyển đến San Francisco, California vào năm 2007. Ban đầu ông tham gia nhiều dự án nhằm tạo ra các ứng dụng truyền thông xã hội sau khi iPhone của Apple ra đời, nhưng không thành công. Năm 2009, ông thành lập công ty HappyAppy và ứng dụng ViddyHo, một ứng dụng tấn công giả mạo dạng sâu máy tính chuyên spam danh bạ của người dùng. Năm 2009, Tôn Thất Hoàn bị cảnh sát truy lùng khi sâu máy tính này lây lan. Ông tiếp tục tạo ra fastforwarded.com, một trang lừa đảo tương tự. Tôn Thất Hoàn sau đó đã làm việc tại AngelList.
Năm 2016, Tôn Thất Hoàn gặp Richard Schwartz tại Viện Nghiên cứu Chính sách Manhattan. Họ hợp tác phát triển một ứng dụng. Schwartz thanh toán chi phí máy chủ và các chi phí cơ bản, còn Tôn Thất Hoàn thuê hai kỹ sư làm việc trên phần mềm có thể thu thập (web scraping) hình ảnh từ các nguồn Internet để tham chiếu chéo (cross reference) thuật toán nhận dạng khuôn mặt. Cuối năm 2017, công ty được bắt đầu công khai, được những người theo phe cực hữu/alt-right như Chuck Johnson, Mike Cernovich, Douglass Mackey và Paul Nehlen sử dụng.
Clearview AI nhận được khoản đầu tư từ Peter Thiel và Naval Ravikant với tổng trị giá hơn 200.000 USD, sau đó được chuyển đổi thành vốn chủ sở hữu trong công ty. Đáp trả thư yêu cầu Clearview AI ngừng hoạt động từ Google, YouTube, Venmo và LinkedIn, Tôn Thất Hoàn xuất hiện trên CBS This Morning để trả lời phỏng vấn với phóng viên Errol Barnett của đài CBS News vào tháng 2 năm 2020.

## Quan điểm chính trị
Tờ Huffington Post cho rằng Tôn Thất Hoàn có liên đới tới "nhóm cực hữu" của Mike Cernovich, Andrew 'weev' Auernheimer và Pax Dickinson, cũng như các cộng sự thân cận của Peter Thiel, Chuck Johnson và Jeff Giesea từ khoảng năm 2015. Tôn Thất Hoàn và các cộng sự đã làm việc trong các dự án nhằm thúc đẩy quan điểm chính trị cực hữu và alt-right, Johnson đã đăng bài về việc sử dụng nhận dạng khuôn mặt để xác định những người nhập cư không có giấy tờ tại Hoa Kỳ vào đầu năm 2017. Nhóm này và một số người khác đã tham gia trò chuyện trên phầm mềm Slack được thiết lập cho WeSearchr. Hai nhân viên tại Clearview AI thuộc các nhóm theo chủ nghĩa dân tộc da trắng và đã tán thành những quan điểm đó. The Verge đã liên hệ với Tôn Thất Hoàn, người "không biết về các bài viết trực tuyến" và nói rằng ông "không phải là người theo chủ nghĩa dân tộc da trắng hay chủ nghĩa bài Do Thái." Theo Tôn Thất Hoàn, những người theo chủ nghĩa đó đã bị sa thải khỏi công ty, cho rằng công ty không "thông cảm với bất kỳ quan điểm nào trong số đó [quan điểm liên quan đến chủ nghĩa dân tộc da trắng và bài Do Thái]".
Tôn Thất Hoàn tuyên bố rằng Clearview AI là một "công cụ thực thi pháp luật" độc quyền và cho rằng "đây là trò chơi công bằng để giúp cơ quan thực thi pháp luật giải quyết tội phạm bằng cách sử dụng dữ liệu có sẵn công khai." Tính hợp pháp của việc thu thập dữ liệu của công ty ông đã bị đặt dấu hỏi và có nhiều vụ kiện về vấn đề này. Tại Liên minh châu Âu, cơ sở dữ liệu ảnh của Clearview AI bị coi là bất hợp pháp.
Trong cuộc xâm lược của Nga vào Ukraina, Tôn Thất Hoàn đã liên hệ với chính phủ Ukraina và cung cấp miễn phí phần mềm nhận dạng khuôn mặt của Clearview AI cũng như đào tạo về phần mềm đó.

## Đời tư
Tôn Thất Hoàn thuộc dòng họ Tôn Thất thuộc Triều Nguyễn, triều đại quân chủ cuối cùng trong lịch sử Việt Nam.

## Tiểu sử
- Hill, Kashmir (2023). Your Face Belongs To Us: The Secretive Startup Dismantling Your Privacy. London, UK: Simon & Schuster UK Ltd. ISBN 9781398509177. OCLC 1389772255.